# Програма за сертифициране на бирени съдии
Програмата за сертифициране на бирени съдии (на английски: Beer Judge Certification Program или BJCP) е организация с нестопанска цел , сформирана през 1985 г. в Съединените щати. Нейната цел е „насърчаване на бирената грамотност и повишаването на нивото на разбиране и правилно припознаване на истинската бира, както и признаване на уменията за дегустация и оценяване на бира". В пресата е описана като „практическа... учебна програма, предназначена да научи амбициозните любители на пивото за същността на всички видове бира“.  BJCP сертифицира и квалифицира бирени съдии посредством процес на изпитна проверка и контрол (мониторинг).  Членството се ограничава до съдии, положили изпита на BJCP. 

## Цели
BJCP има три функции в контекста на американската бирена общност.

### Бирени съдии
На първо място, организацията предлага стандартизация, като предоставя съдии за състезания по бира, както с търговски характер, също така и такива с любителска цел. Тези състезания са създавани, за да насърчават оценяването на различните бирените стилове и тяхното прецизно производство от страна на пивоварите. BJCP проследява участието на своите членове като съдии, организатори или инспектори в одобрени състезания по бира и награждава участващите членове с точки за Продължаващо Обучение.

### Ръководства за стил
На второ място, BJCP публикува Ръководства за стил в пивоварството, които класифицират различните видове бира, медовина и сайдер в 28 категории. Тези ръководства се използват като указателни наръчници, както от бирените съдии на BJCP, също така и, на доброволен принцип, от организаторите на състезания по бира. В допълнение, BJCP насърчава и потенциалните бъдещи съдии да изучават наличната литература за бирените стилове и пивоварството. Последната редакция на Ръководствата на BJCP е публикувана през 2015 г., след сравнително незначителни поправки на същите наръчници от 2008 г. Освен за по-доброто и цялостно разбиране на световните стилове в пивоварството, Ръководствата за стил от 2015 г. са съставени от три отделни документа, по един за бира, медовина и сайдер, което им позволява да бъдат актуализирани по различно време и независимо един от друг.

### Обучение на съдии
И на последно място, BJCP организира изпитна програма за проверка на познания по бира. В нея кандидатите отговарят на поредица от писмени въпроси свързани с пивоварството, познанията за различните стиловете и оценяване на техните характеристики, а накрая изпълняват четири упражнения за дегустация и оценяване на бира. 

## Организация
Съдиите са квалифицирани в програмата за сертифициране на базата на комбинация от техните резултати от стандартизираните сертификационни тестове и точки за придобит опит, които се получават за участие в събития, одобрени от програмата за сертифициране, изпитите на BJCP или събитията за Продължаващо Обучение на програмата. Класификацията включват степените „Чирак“, „Признат“, „Сертифициран“, „Национален“, „Майстор“, и различни нива на „Велик майстор“ и „Почетен велик майстор“. 
Освен съдии на бира, BJCP сертифицира и съдии на медовина и сайдер.

## Влияние
Ръководствата за стилове в пивоварството се използват почти универсално от професионални и домашни пивовари, и се актуализират на всеки няколко години. Стиловете, установени от BJCP се използват за категоризиране и съдийство в почти всяко състезание за домашно пивоварство в САЩ. Тези стилове са изключително полезни за един пивовар, тъй като включват уточнения за диапазоните на захарното съдържание в пивната мъст на бирата, нивата на горчивина, цвят и алкохолно съдържание. Те съдържат също и описания на аромат, усещане, вкус и други характеристики, по които може да се съди, когато се опита дадена бира. Включени са и списъци с често използвани съставки, както и някои примери за вече съществуващи бири от всеки определен стил.
От една страна, пивоварите се нуждаят от ясно определени стилове, за да знаят какво варят, независимо дали стриктно спазват традициите и класическите стилове, или решават да експериментират. Не е възможно да се внасят изменения във вече съществуващи стилове или да се измислят нови, без задълбочено разбиране на теорията.  От друга страна, неофициално, оценяването на бирата е практика, която много професионални пивовари, домашни пивовари и ентусиасти прилагат почти всеки ден. Въпреки това, когато става съпрос за състезания, процесът по оценяване на бира е по-сложен от самата дегустация. BJCP е пионер в създаването на модел за оценяване, който се основава не само на качеството на бирата, но и на доста стриктно придържане към Ръководствата за стил. Състезанията, които се водят по тези стандарти, се провеждат в съответствие с указанията, описани в тези наръчници на BJCP, и съдиите използват Таблицата за Оценяване на BJCP, за да предоставят обобщение на характеристиките и качествата на бирата, и да дадат ключови отзиви за потенциално подобрение на продукцията на пивоварите. 
Стандартите за бирени стилове на BJCP са цитирани от Уолстрийт джърнъл  и Zymurgy (Зимърджи), списанието на Американската Асоциация за Домашно Пивоварство (англ. ез. – American Homebrewers Association или AHA) , наред с други.  През последните години BJCP преживява рекорден експоненциален растеж в международен план.  Ръководствата служат за справка не само в света на занаятчийската „крафт“ бира, но и за академични изследвания на научна, икономическа и историческа тематика. 

## История
BJCP е основана през 1985 г., когато се провежда първият изпит на годишната конференция на AHA, Американската Асоциация на Домашните Пивовари в Естъс Парк, щата Колорадо. В първите години на създаване програмата е спонсорирана съвместно от AHA и HWBTA (Home Wine and Beer Trade Association), Асоциация за търговия с домашно вино и бира. И двете организации провеждат местни състезания за домашно пивоварство и всяка поотделно организира и свое национално състезание. Следователно, и двете асоциации са заинтересовани да насърчават развитието на уменията за съдийство, както и да сформират групи от опитни бирени съдии. Програмата се администрира в офисите на AHA и има двама директори, по един от всяка асоциация. Джим Хомър е съ-директор на AHA, а Пат Бейкър заема същата позиция в HWBTA. 
През август 1995 г., след 10 годишен успешен период, AHA оттегля подкрепата си в опит да започне своя собствена програма за обучение на съдии. HWBTA не успява да продължи проекта самостоятелно и по тази причина се очаква BJCP да изчезне. До този момент, обаче, е вече натрупан значителен брой съдии, мнозина от които са доста активни. Малка част от тези активисти смятат, че програмата може да бъде управлявана само от доброволци измежду тях и решават да се опитат да продължат функционирането на BJCP като независима организация. В този смисъл, от 1995 г. BJCP функционира независимо от която и да е от учредителните организации и се управлява само от своите съдии-членове.
Усилията са координирани по неофициален начин, предимно чрез електронна поща, но постепенно се появява консенсус и програмата успява да продължи своето развитие. Създаден е Управителен съвет, който да ръководи програмата, състоящ се от шест (понастоящем – седем) регионални представители, избрани от членове от всеки от седемте географски региона на Северна Америка. Мандатът е с продължителност от три години. Съединените щати са разделени на географски региони и са проведени избори за Управителен съвет чрез изпращане на бюлетини до отделните членове.
Управителят на програмата, Ръс Уигълсуърт присъства на Съвета. Той заема ръководния пост и изпълнява различни задължения като развиване на базата данни на членовете, изпращане на програмни материали до организаторите на състезания, връчва сертификати и значки на нови и новоповишени съдии, и изпълнява други основни административни задължения.
В ранните години се провеждат регионални избори на Съвета, организирани изцяло с пощенски бюлетини, а в продължение на няколко години се публикува и изпраща информационен бюлетин до членовете. Програмният управител изпраща също и годишно писмо до всеки член, в което се присъждат точките от натрупан опит, постигнати чрез участие в различни състезания. Тези дейности в днешно време се провеждат по електронен път, а уебсайтът на BJCP служи като източник на база данни и включва раздел, защитен с парола, където членовете могат да преглеждат лична информация, да гласуват онлайн, и да консултират записи на състезанията и доклади за натрупани точки.
През 2007 г. бившият касиер на BJCP Уилям Р. Слак е обвинен в пощенска измама от Окръжния съд на окръг Ню Хемпшир.  След това Слак сключва съдебно споразумение за извършеното престъпление. Подсъдимият признава, че продължително е присвоявал средства на BJCP по време на мандата си като касиер. Г-н Слак е осъден на реституция в размер на около 43 000 щатски долара, пет години изпитателен срок и лишаване от свобода за по една седмица на месец, за период от дванадесет месеца.
През 2020 г. в BJCP има повече от 7,400 активни съдии с общо над 10 000 членове по целия свят. 
През същата година BJCP отбелязва своята 35 – та годишнина.

## Алтернативи
Според Периодичната таблица на бирените стилове II, създадена от Mantis Design (Мантис Дизайн) през 2001 г., има 65 съществуващи бирени стила.  Това продължава да се променя, тъй като пивоварите постоянно разработват нови хибридни стилове, и така през 2013 г. BJCP признава 80 отделни стила. 
През последните години се появяват и други вариации, тясно свързани с вече определените от BJCP стилове. Те се използват като основа за изграждане на виртуални платформи или „общности“, специализирани и насочени към оценяване на бира, като Ratebeer (36), Untappd и Beer Advocate. 
Още една институция, която предлага сертифициране, подобно на това на BJCP, е курсът за Цицерон (сходен с обучението за майстор-сомелиер във винената индустрия). Програмата за сертифициране на Cicerone използва Ръководствата за стил на BJCP от 2015 г. като ориентир за всички въпроси, свързани със стиловете бира в своите изпити. 